# Lijst van afleveringen van Coupling
Dit is een lijst met afleveringen van de Engelse televisieserie Coupling. De serie telt 4 seizoenen. Een overzicht van alle afleveringen is hieronder te vinden.

## Seizoen 1
| # | Titel Aflevering               | Uitzenddatum UK |
| - | ------------------------------ | --------------- |
| 1 | Flushed                        | 12 mei 2000     |
| 2 | Size Matters                   | 19 mei 2000     |
| 3 | Sex, Death & Nudity            | 26 mei 2000     |
| 4 | Inferno                        | 2 juni 2000     |
| 5 | The Girl with Two Breasts      | 9 juni 2000     |
| 6 | The Cupboard of Patrick's Love | 16 juni 2000    |

## Seizoen 2
| # | Titel Aflevering         | Uitzenddatum UK   |
| - | ------------------------ | ----------------- |
| 1 | The Man with Two Legs    | 3 september 2001  |
| 2 | My Dinner in Hell        | 10 september 2001 |
| 3 | Her Best Friend's Bottom | 17 september 2001 |
| 4 | The Melty Man Cometh     | 24 september 2001 |
| 5 | Jane and the Truth Snake | 1 oktober 2001    |
| 6 | Gotcha                   | 8 oktober 2001    |
| 7 | Dressed                  | 15 oktober 2001   |
| 8 | Naked                    | 22 oktober 2001   |
| 9 | The End of the Line      | 29 oktober 2001   |

## Seizoen 3
| # | Titel Aflevering                                | Uitzenddatum UK   |
| - | ----------------------------------------------- | ----------------- |
| 1 | Split                                           | 23 september 2002 |
| 2 | Faithless                                       | 30 september 2002 |
| 3 | Unconditional Sex                               | 7 oktober 2002    |
| 4 | Remember This                                   | 14 oktober 2002   |
| 5 | The Freckle, the Key and the Couple Who Weren't | 21 oktober 2002   |
| 6 | The Girl with One Heart                         | 28 oktober 2002   |
| 7 | Perhaps, Perhaps, Perhaps                       | 4 november 2002   |

## Seizoen 4
| # | Titel Aflevering        | Uitzenddatum UK |
| - | ----------------------- | --------------- |
| 1 | Nine and a Half Minutes | 10 mei 2004     |
| 2 | Night Lines             | 17 mei 2004     |
| 3 | Bed Time                | 24 mei 2004     |
| 4 | Circus of the Epidurals | 31 mei 2004     |
| 5 | The Naked Living Room   | 7 juni 2004     |
| 6 | Nine and a Half Months  | 14 juni 2004    |